# Procryptocerus batesi
Procryptocerus batesi är en myrart som beskrevs av Auguste-Henri Forel 1899. Procryptocerus batesi ingår i släktet Procryptocerus och familjen myror. Inga underarter finns listade i Catalogue of Life.